# Jean Loret
Pour les articles homonymes, voir Loret.
Jean Loret, né en 1595 à Carentan et mort en 1665 à Paris, est un poète et écrivain français connu pour sa publication hebdomadaire en vers des nouvelles de la société parisienne de son temps (y compris, à ses débuts, de la Cour de Louis XIV à son apogée) de 1650 jusqu’en 1665 dans ce qu’il appelait « une gazette burlesque » sous le nom de Lettres en vers et parfois appelé le « père du journalisme ». 

## Biographie
Poète famélique et bohème n’ayant reçu presque aucune instruction, Loret s’adonna au genre burlesque, comme beaucoup de rimeurs de second ordre de son temps, et débuta par des Poésies burlesques contenant plusieurs épîtres à diverses personnes de la cour (Paris, 1646, in-4°).
Loret eut ensuite l’idée d’adresser chaque semaine à Marie d'Orléans-Longueville, devenue plus tard duchesse de Nemours, une gazette en vers distribuée d’abord sous la forme de copies manuscrites, puis, à partir du 30 septembre 1652, imprimées à un petit nombre d’exemplaires, sous le titre de Lettre en vers à Son Altesse Mlle de Longueville, comprenant la politique, le théâtre, la littérature, les divertissements de la cour, les commérages des rues. Loret rédigeait ainsi 700 à 800 vers chaque semaine sur les faits survenus qu’il fit imprimer sous le titre de La Muze historique (Paris, 1650-65, 3 vol. in-fol. ; nouv. édit., Paris, 1857, 4. vol. in-8°). Cet ouvrage, connu aussi sous le nom de Gazette burlesque, est plus trivial que comique et d’une forme on ne peut plus négligée, mais il est naïf, et, par l’impartialité, est resté une bonne source de renseignements. Ainsi, le premier volume est censé contenir la référence écrite à la mère l’Oye.
Quand son protecteur, Nicolas Fouquet, fut tombé et emprisonné à la Bastille, Loret eut le même courage que La Fontaine et Pellisson et osa défendre le surintendant et lui « adresser publiquement d’honnêtes et tendres adieux ». Irrité contre Loret, Colbert supprima sa pension. Fouquet qui, de sa prison avait appris cette disgrâce, lui fit remettre 1 500 livres par Madeleine de Scudéry.

Il a ainsi décrit le pays normand dans ses vers :
Non seulement fertile en pommes,

En beaux esprits, en braves hommes,

En noblesse, châteaux, cités,

Mais de plus en rares beautés,

Dont il est la source féconde

Autant qu’autres climats du monde.

Voici les derniers vers qu’il ait écrits :
Le vingt-six mars, j’ai fait ces vers,

Souffrant cinq ou six maux divers.
Loret a pu échapper à la censure du gouvernement jusqu’en 1652, après quoi le gouvernement lui a interdit d’écrire sur les questions d’Église ou d’État. Dans une revue de la presse française, Charles Dickens a dit, en 1868, du journal de Loret que c’était « le plus intelligent de tous » ceux publiés dans la période suivant la mort de Louis XIII. Après sa mort, la tradition de la Gazette burlesque de Loret a eu des continuateurs jusqu’à la fin du siècle : La Gravette de Mayolas, Charles Robinet de Saint-Jean, Boursault, Perdou de Subligny, Jacques Laurent, etc. Il avait fait l’objet d’un portrait par le célèbre graveur Robert Nanteuil dont les sujets étaient les figures de la cour de Louis XIV.
Ses écrits sur l’actualité lui ont parfois valu le nom de « père du journalisme. »

## Œuvres en ligne
- Estrenes pour la cour (sd)
- La Muze historique (1878)

## Pour approfondir